# Kaddisj
De Kaddisj, Kaddiesj (Hebreeuws: קדיש) ofwel Kaddesj (Nederlands-Jiddisch) is een van de belangrijkste gebeden van het jodendom, naast het Sjema en het Sjemonee esree. 

## Gebruik
Het gebed mag alleen gelezen worden in de aanwezigheid van een minjan – tien joodse mannen die de leeftijd van bar mitswa bereikt hebben. In het liberale jodendom tellen ook vrouwen, die de leeftijd van bat mitswa bereikt hebben, mee voor de minjan. Bij de dagelijkse gebeden en bij de eredienst neemt de Kaddisj een grote plaats in. Het wordt bij drie verschillende gelegenheden gebruikt. Het gebed wordt altijd staand uitgesproken.
De Kaddisj wordt door de voorganger, de chazan, hardop gelezen om bepaalde gebeden af te sluiten en ook als afronding na een thora-lezing. Het is daarmee een regulier onderdeel van de synagogedienst. De toehoorders in de synagogen worden geacht alleen bepaalde zinnen en woorden te zeggen, met name het laatste woord: amain. Deze aanwijzingen daarvoor zijn in het gebedenboek, de siddoer, te vinden. 
Bovendien wordt de Kaddisj na een overlijden van een ouder gedurende de rouwperiode door een zoon uitgesproken, dat wel zeggen gedurende 11 maanden na het overlijden. In liberale kringen mag ook een dochter van de overledene de Kaddisj zeggen. Ook wordt de Kaddisj gebeden op de jaartijddag, de datum van het overlijden volgens de Joodse kalender. Dit wordt de Kaddisj voor de rouwenden genoemd: Kaddisj-jatom. Jatom betekent wees. In kleine joodse gemeenten moet moeite gedaan worden een minjan bij elkaar te krijgen, zodat de rouwenden de Kaddisj kunnen uitspreken.
Ten slotte wordt de Kaddisj gelezen bij de afsluiting van een bijeenkomst waarin de Thora of na-Bijbelse geschriften van rabbijnen zijn bestudeerd.

## Vorm en inhoud
De Kaddisj is een gebed waarin God in zeer veel termen geprezen wordt. Hoewel het ook bij overlijdens gebruikt wordt door de nabestaanden, is het geen gebed voor de doden. Er komt geen vermelding van overledenen in voor. Het bevat wel een bede om een spoedige komst van het Koninkrijk Gods.
Er zijn verschillende vormen van Kaddisj, die elk iets verschillen. Er is de volledige Kaddisj, de halve Kaddisj, de Kaddisj van de rabbijnen, en de Kaddisj van de rouwenden.
In tegenstelling tot veel andere joodse gebeden is het gebed - behoudens de laatste zin - niet in het Hebreeuws, maar in het Aramees opgesteld.

## Geschiedenis en symboliek
Het gebed werd geschreven in een tijd waarin het Joodse volk in een spiritueel zware tijd zat; de rabbijnen schreven het in de op dat moment door het volk gesproken taal, Aramees, zodat het een duidelijke betekenis zou hebben. Er zijn slechts enkele gebeden die in het Aramees gezegd worden; de Kaddisj is het bekendste en belangrijkste.
Het gebed maakt gebruik van 10 werkwoorden, die alle een lofprijzing zijn voor God. Het getal 10 staat symbool voor de 10 geboden, maar ook voor de 10 maal dat God sprak volgens het Scheppingsverhaal in het boek Genesis.

## De Kaddisj in het Nederlands vertaald
Moge zijn grote naam verheven en geheiligd worden

in de wereld die hij geschapen heeft naar zijn wil.

Moge zijn koninkrijk erkend worden in uw leven en in uw dagen

en in het leven van het gehele huis van Israël, 

weldra en spoedig.

Zegt nu: Amen

Moge zijn grote naam gezegend zijn nu en voor altijd.

Gezegend, geprezen, gevierd, en hoog en hoger steeds verheven

Verheerlijkt, gehuldigd en bejubeld worde de naam van de Heilige,

gezegend zij hij

hoog boven iedere zegening, elk lied,

lof en troost die op de wereld gezegd wordt.

Zegt nu: Amen

Moge er veel vrede uit de hemel komen en leven!

Over ons en over heel Israël.

Zegt nu: Amen

Hij die vrede maakt in zijn hoge sferen, 

zal ook vrede maken voor ons en voor geheel Israël

Zegt nu: Amen